# 日本外国語専門学校
日本外国語専門学校（にほんがいこくごせんもんがっこう、英称：Japan College of Foreign Languages）は、東京都新宿区下落合に本部を置く語学系の専門学校。通称：JCFL。なお、大阪府にある大阪外語専門学校とは姉妹校である。

## 沿革
- 1970年　「通訳ガイド養成所」を設立
- 1977年　大阪市に、「通訳ガイド養成所大阪校」として大阪に分校設置
- 1978年　「専門学校通訳ガイド養成所」に改称
- 1985年　「日本外国語専門学校」に改称
- 1996年　「JCFL国際留学センター」設立
- 2001年　ワシントンを本部とするIAVE「ボランティア活動推進国際協議会」（The Internatiolal Association for Volunteer Effort）より、特別表彰を受ける。
- 2007年　校舎・施設の一層の充実を図り、5号館別館（ANNEX7）・6号館（目白新館）が完成。
- 2010年　英検米国大使賞受賞
- 2011年　英検文部科学大臣奨励賞受賞。英検優秀団体賞受賞。
- 2012年　英検文部科学大臣奨励賞受賞。全国専門学校英語スピーチコンテスト文部科学大臣賞受賞。
- 2013年　英検文部科学大臣奨励賞受賞。ベトナム国立ハノイ大学と教育提携を結ぶ。
- 2014年　ベトナムスタディツアー・アジア国際交流プログラムがスタート。
- 2015年　タイ国名門4大学と教育提携を結ぶ。
- 2016年　創立45周年記念校舎「早稲田新館」完成。

## 設置学科
総合英語科(2年制) (定員210名)
- 英会話専攻
- 総合英語専攻
- 児童英語専攻
- 留学準備専攻

英語通訳翻訳科(2年制) (定員70名)
- 英語通訳専攻
- 通訳ガイド専攻
- 英語翻訳専攻

英語本科(2年制) (定員140名)
- 上級英語専攻
- 大学編入専攻
- 公務員専攻

アジア・ヨーロッパ言語科(2年制) (定員200名)
- 韓国語 + 英語専攻
- 中国語 + 英語専攻
- ベトナム語 + 英語専攻
- タイ語 + 英語専攻
- イタリア語 + 英語専攻
- フランス語 + 英語専攻

国際エアライン科(2年制) (定員400名)
- キャビンアテンダント専攻
- グランドスタッフ専攻

国際観光科(2年制) (定員70名)
- 観光マネジメント専攻
- ツアーコンダクター＆ツアーガイド専攻
- 鉄道＆空港サービス専攻

国際ホテル科(2年制) (定員220名)
- 国際ホテル専攻
- テーマパーク専攻
- マリンクルーズ＆リゾートホテル専攻

国際ブライダル科(2年制) (定員50名)
- ブライダル・プロデュース専攻
- ビューティー専攻

国際ビジネス科(2年制) (定員40名)
- 総合ビジネス専攻
- ファッション・ビジネス専攻

国際関係学科(3年制) (定員30名)
海外留学科(1年制) (定員140名)（1年間のみの在学のため専門士は得られない）
- アメリカ・カナダ留学コース
- イギリス・オーストラリア留学コース
- アジア・ヨーロッパ留学コース
- 海外芸術大学留学コース

- 東京都新宿区下落合1-5-16

## 主な卒業生
- 高尾蒼馬（プロレスラー）
- 高橋美帆（女子バレーボール選手）
- 羽石杏奈（プロトラベラー）